# Juan Enrique Maturana
Juan Enrique Maturana Pérez (Granada, 28 agosto 1971) è un pilota motociclistico spagnolo ritiratosi dall'attività agonistica.

## Carriera
Partecipa alle gare del campionato Europeo Velocità nella classe 125 sia nel 1994 che nel 1995, ottenendo rispettivamente un sedicesimo posto e un terzo posto in classifica generale.
Esordisce nella classe 125 del motomondiale nel 1994 con la Yamaha (con cui resterà sempre), ottenendo un paio di risultati tra i primi quindici e, grazie ai 4 punti ottenuti, giungendo 32º nella classifica generale. Corre poi un Gran Premio nel 1995 e due nel 1996 senza andare a punti. Nel 1997 e nel 1998 partecipa alle gare dell'intera stagione e, con i risultati ottenuti, si classifica rispettivamente al 17º e al 23º posto.
Ottiene una wild card nel campionato mondiale Supersport del 1999 per correre la prova spagnola sul circuito di Albacete con una Yamaha YZF-R6 del team Eac. Castro, chiudendo la gara fuori dalla zona punti.

## Risultati in gara

### Motomondiale
| 1994 | Classe | Moto   |  |  |  |    |  |  |  |  |    |    |    |    |    |  |  | Punti | Pos. |
| ---- | ------ | ------ |  |  |  | -- |  |  |  |  | -- | -- | -- | -- | -- |  |  | ----- | ---- |
| 1994 | 125    | Yamaha |  |  |  | 20 |  |  |  |  | 13 | 18 | 22 | 16 | 15 |  |  | 4     | 32º  |

| 1995 | Classe | Moto   |  |  |  |  |  |  |  |  |  |  |  |  |    |  |  | Punti | Pos. |
| ---- | ------ | ------ |  |  |  |  |  |  |  |  |  |  |  |  | -- |  |  | ----- | ---- |
| 1995 | 125    | Yamaha |  |  |  |  |  |  |  |  |  |  |  |  | 19 |  |  | 0     |      |

| 1996 | Classe | Moto   |  |  |  |     |  |  |  |  |  |  |  |  |     |  |  | Punti | Pos. |
| ---- | ------ | ------ |  |  |  | --- |  |  |  |  |  |  |  |  | --- |  |  | ----- | ---- |
| 1996 | 125    | Yamaha |  |  |  | Rit |  |  |  |  |  |  |  |  | Rit |  |  | 0     |      |

| 1997 | Classe | Moto   |     |    |    |    |    |    |    |     |    |    |    |    |     |    |    | Punti | Pos. |
| ---- | ------ | ------ | --- | -- | -- | -- | -- | -- | -- | --- | -- | -- | -- | -- | --- | -- | -- | ----- | ---- |
| 1997 | 125    | Yamaha | Rit | 24 | 19 | 18 | 14 | 11 | 14 | Rit | 10 | 15 | 15 | 16 | Rit | 17 | 11 | 22    | 17º  |

| 1998 | Classe | Moto   |    |     |     |    |    |    |    |    |    |    |    |     |    |    |  | Punti | Pos. |
| ---- | ------ | ------ | -- | --- | --- | -- | -- | -- | -- | -- | -- | -- | -- | --- | -- | -- |  | ----- | ---- |
| 1998 | 125    | Yamaha | 16 | Rit | Rit | 18 | 14 | 15 | 19 | 16 | 12 | 13 | 16 | Rit | 17 | 16 |  | 10    | 23º  |

| Legenda | 1º posto        | 2º posto            | 3º posto            | A punti      | Senza punti        | Grassetto – Pole position Corsivo – Giro più veloce |
| Legenda | Gara non valida | Non qual./Non part. | Ritirato/Non class. | Squalificato | '-' Dato non disp. | Grassetto – Pole position Corsivo – Giro più veloce |

### Campionato mondiale Supersport
| 1999 | Moto   |  |  |    |  |  |  |  |  |  |  |  | Punti | Pos. |
| ---- | ------ |  |  | -- |  |  |  |  |  |  |  |  | ----- | ---- |
| 1999 | Yamaha |  |  | 19 |  |  |  |  |  |  |  |  | 0     |      |

| Legenda | 1º posto        | 2º posto            | 3º posto           | A punti      | Senza punti        | Grassetto – Pole position Corsivo – Giro più veloce |
| Legenda | Gara non valida | Non qual./Non part. | Ritirato/Non class | Squalificato | '-' Dato non disp. | Grassetto – Pole position Corsivo – Giro più veloce |